# Cryphia mediofusca
Cryphia mediofusca là một loài bướm đêm trong họ Noctuidae.